# Wahlwinkel
Wahlwinkel ist ein Ortsteil der Stadt Waltershausen im Landkreis Gotha in Thüringen.

## Geografie
Wahlwinkel liegt in etwa 310 m Höhe ü. NN im Osten von Waltershausen. In unmittelbarer Entfernung durchläuft das Gemeindegebiet die A 4, die über die AS Boxberg (Gotha) (41b) in etwa 1000 m zu erreichen ist.

## Verkehrsanbindung
Der Ort ist mit der Thüringerwaldbahn zu erreichen. Mit Gotha und Waltershausen ist der Ort durch die L 1026 und L 1027 verbunden.

## Geschichte

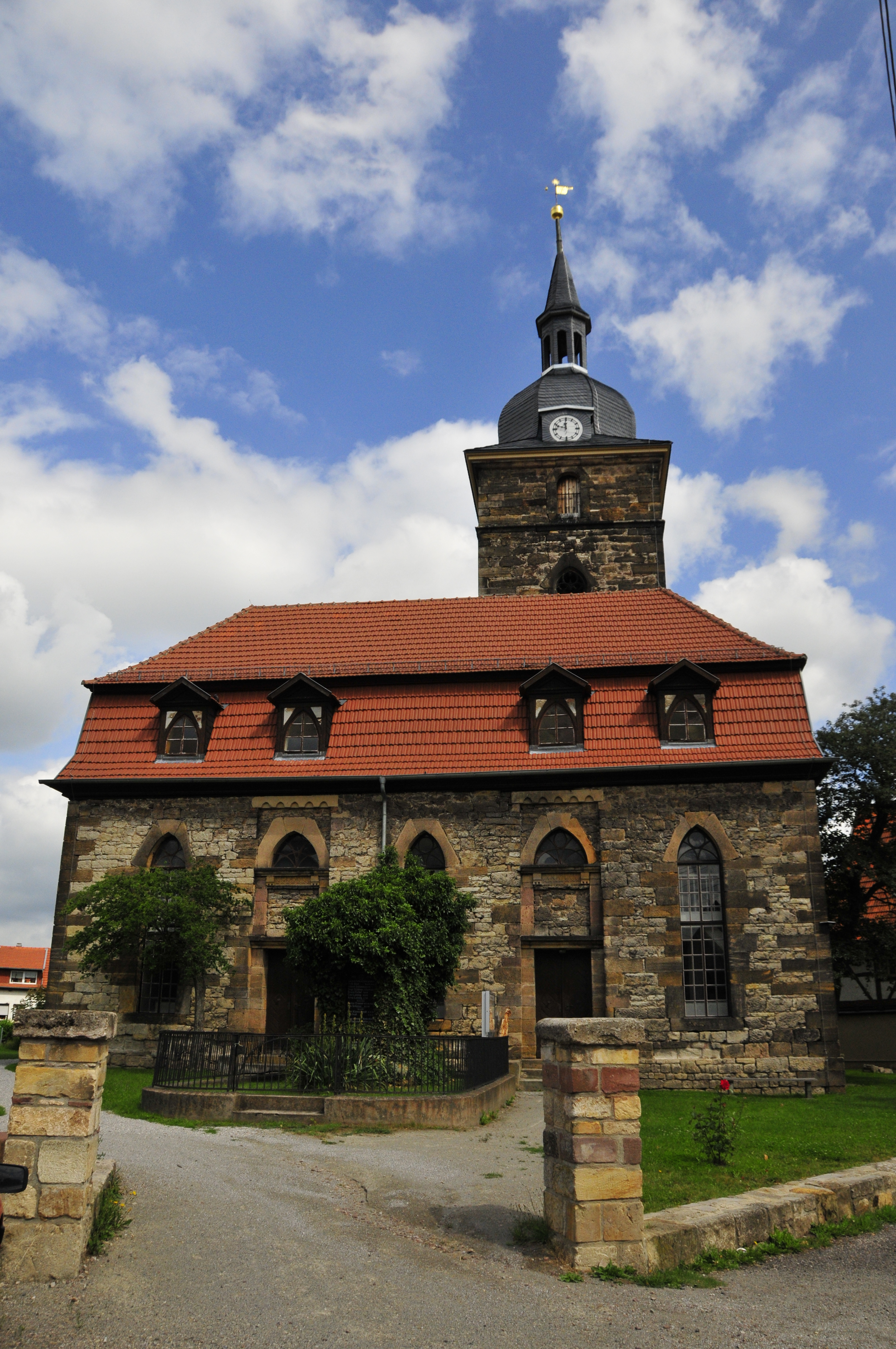
Die Kirche von Wahlwinkel

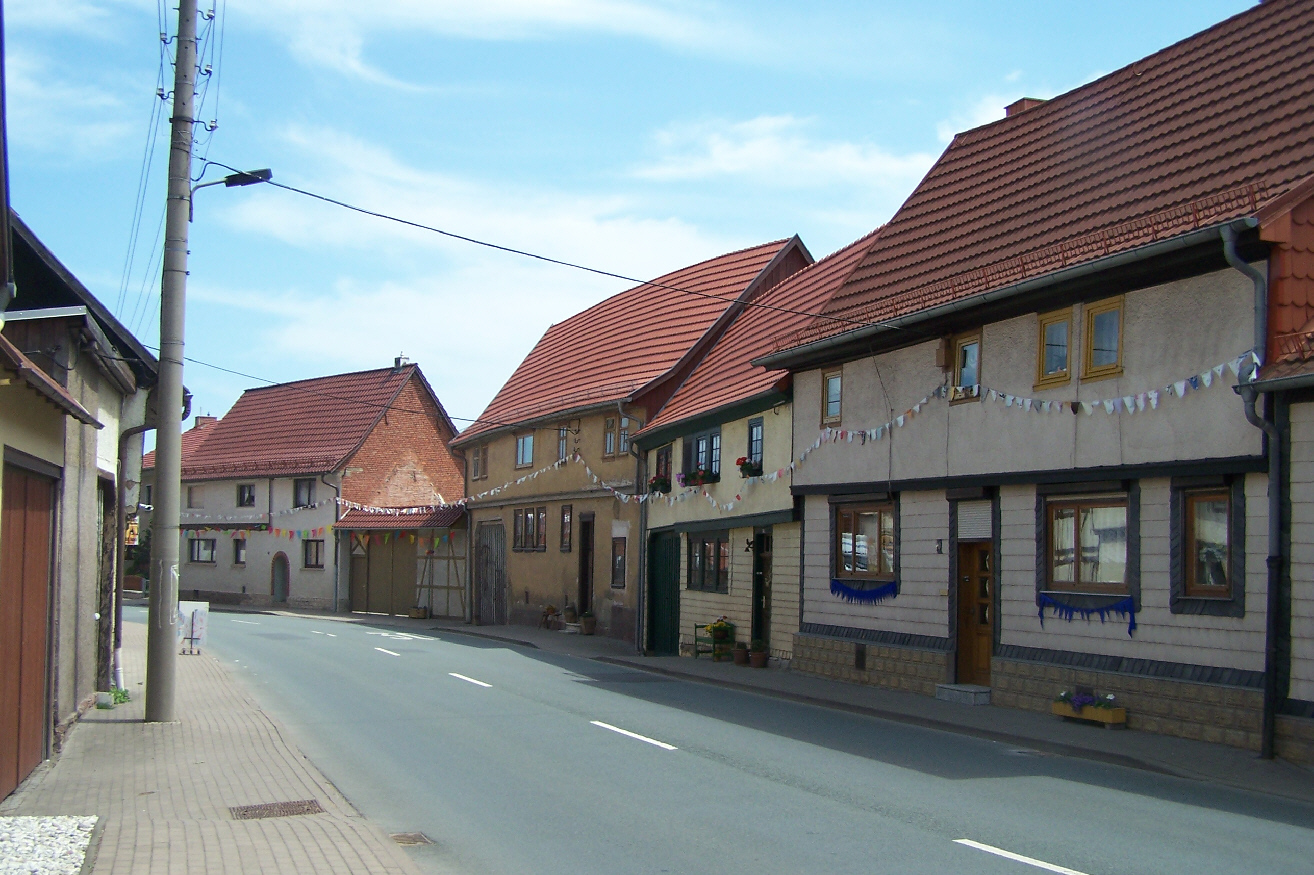
In der Hauptstraße

Bei Bauarbeiten konnten 1954 bis 1957 an der Ortsverbindungsstraße nach Ibenhain umfangreiche Siedlungsspuren und Reste von steinzeitlichen Häusern (Linienbandkeramik) sowie einer Siedlung aus der spätrömischen Kaiserzeit untersucht werden.
Im Jahr 1106 waren Teile des Umlandes um Waltershausen noch im Besitz des Grafen Siegmund von Orlamünde. Die Thüringer Landgrafen beschenkten 1186 ihr Hauskloster Reinhardsbrunn  mit Wald und Ländereien: in einem Verzeichnis werden die Orte Iwinhagen (= Ibenhain), Snephindal (= Schnepfenthal) und Walwinkilhart (= Wahlwinkel) genannt. Später war der Ort ein ‚Pflegedorf‘ im Amt Tenneberg.
Der Ort galt im Mittelalter als relativ stark befestigt, er verfügte über Zäune, Lehmwände und Tore, davor lag ein umlaufender Dorfgraben. Ein leichtfertig geschlossener Vertrag mit der benachbarten Stadt Waltershausen hatte zur Folge, dass der eigene Dorfbach in Richtung Waltershausen umgeleitet wurde, die Städter beharrten auf der Gültigkeit der Abmachungen, die Bauern hatten das Nachsehen. Zwei Großbrände in den Jahren 1783 und 1863 haben viele schmucke Bauerngehöfte aus dem Dorfbild ausgelöscht.
Die Eingemeindung nach Waltershausen erfolgte am 1. Juli 1950. In den Industriebetrieben der Stadt fanden viele Einwohner Arbeitsplätze, als Folge entstanden auch zahlreiche Neubauten am Rand der historischen Ortslage.
Neben der Kirche wurde im Jahr 2011 anlässlich des Ortsjubiläums ein modernes Mehrzweckgebäude und Gemeindezentrum seiner Bestimmung übergeben.

## Dorfkirche St. Gotthard
Als ältestes Gebäude des Ortes gilt die St.-Gothardus-Kirche, der Namenspatron ist auch Schutzpatron der Kreisstadt Gotha. In Wahlwinkel gab es 1297 einen Pleban (Pfarrer) Heinrich Ysnal. Im Zusammenhang mit einem Ablassbrief wurde die Kirche von Weihbischof Heinrich in Erfurt erstmals 1401 erwähnt. 1496 wurde eine neue Kirche eingeweiht. 1827/28 musste die Kirche wegen Baufälligkeit abgerissen und neu errichtet werden. Bei dieser Gelegenheit entstand 1829 eine neue Orgel von Ernst Siegfried Hesse unter der Mitarbeit von Georg Andreas Hesse und Johann Michael Hesse II. in Dachwig. Das untere Turmzimmer wird von einem Kreuzgratgewölbe überdeckt, mit Maßwerk und Schallöffnungen datiert der Turm von 1505. Er hat sein Aussehen seit 1724 bis heute nicht verändert. Er ist schiefergedeckt und trägt eine Schweifkuppel mit aufgesetzter Laterne und eine Turmkugel mit Wetterfahne. Im Inneren der Kirche findet der Besucher eine umlaufende Doppelempore und einen Kanzelaltar und, als Besonderheit, eine frühgotische Krypta. 1994/96 musste die Kirche restauriert werden, weil das Deckengewölbe infolge von Nässeeinwirkungen eingestürzt war. Von 2001 bis 2005 wurde die Hesse-Orgel von Orgelbau Waltershausen restauriert. Die Kirche wird gegenwärtig (2011) baulich saniert.
Die Kirchgemeinde gehört zum Kirchspiel Hörselgau.

## Sonstiges

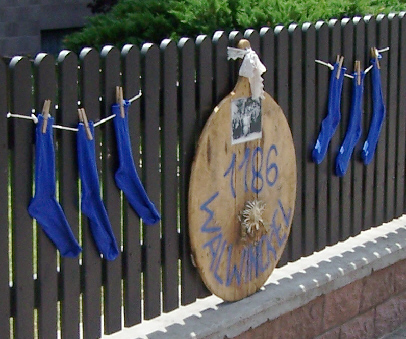
Das Erkennungsmerkmal der Wahlwinkler Bevölkerung

Als Zeugnisse eines derben Volkshumors bildeten sich bereits vor Jahrhunderten Besonderheiten des jeweiligen Dorfes charakterisierende Neck- und Spitznamen heraus. Demnach lebten hier im Ort die Blaustrümpfe – wahrscheinlich bedeutet der Name einen Hinweis auf das Waid-Färberhandwerk. Die blau eingefärbten Wollsocken der Wahlwinkler Tracht könnten ein Erkennungszeichen des Ortes gewesen sein, das sie von den Nachbarorten unterschied.

## Veranstaltungen
- Faschingsumzug: Dieser findet immer am Faschingsdienstag statt.
- Frühlingsfest: Dieses findet immer von Karfreitag bis Ostermontag statt. Neben einem Flohmarkt gibt es auch eine kleine Kirmes.
- Kirchenfest: Dieses findet immer an Fronleichnam statt.
- Wintermarkt: Dieser findet immer an den 4 Adventswochenenden sowie an Heiligabend statt.